# エストラジオール-17α-デヒドロゲナーゼ
エストラジオール-17α-デヒドロゲナーゼ（estradiol 17α-dehydrogenase）は、次の化学反応を触媒する酸化還元酵素である。
エストラジオール-17α + NAD(P)+ {\displaystyle \rightleftharpoons } エストロン + NAD(P)H + H+
反応式の通り、この酵素の基質はエストラジオール-17α（17α-エストラジオール）とNAD(P)+、生成物はエストロンとNAD(P)HとH+である。
組織名は17α-hydroxysteroid:NAD(P)+ 17-oxidoreductaseで、別名には以下のものがある。
- 17α-estradiol dehydrogenase
- 17α-hydroxy steroid dehydrogenase
- 17α-hydroxy steroid oxidoreductase
- 17α-hydroxysteroid oxidoreductase
- estradiol 17α-oxidoreductase